# Drengebog
Drengebøger er en litterær genre inden for børne- og ungdomslitteratur, som typisk har en "rask dreng" som hovedperson. Nogle drengebøger indgår i serier. Drengebøger og pigebøger var en normal kønsopdelt markedstilpasning af børnelitteratur i perioden mellem 1850 og 1960, og drengebøgerne havde sin storhedstid i mellemkrigstiden.
I en oversigt fra 1936 opdelte børnebibliotekaren Rikka Deinboll drengebøger i ni kategorier: robinsonader, vildmarksfortællinger, krigs- og antikrigsbøger, detektivfortællinger, søfortællinger, flyverfortællinger, sportsfortællinger, indianerfortællinger og spejderfortellinger.
Både Aschehoug, Gyldendal og Windju Simonsens forlag etablerede egne serier med drengebøger; Windju Simonsen var først i 1927.

## Drengebøger
- Paw af Torry Gredsted
- Jan-bøgerne af Knud Meister og Carlo Andersen
- Huckleberry Finn af Mark Twain